# 北京工人体育館
北京工人体育館は、北京市朝陽区にある屋内競技場。1961年完成。収容人数は12,000名。

## 概要
1990年のアジア大会では卓球競技が行われ、2004年のミス・インターナショナル、北京五輪開催1000日前式典（2005年）などが開催されている。
2008年の北京五輪ではボクシングの競技会場となり、北京パラリンピックでは視覚障害者柔道の競技会場となった。
日本のアーティストとして、1981年にアリスがコンサート『Hand In Hand 北京』を開催した。また、1985年4月7日にはワム!が西洋のアーティストとして初めてライブを行っている。